# 何靜怡
何靜怡，香港編劇，畢業於香港浸會大學傳理學院，修讀電影電視，從事影視創作。首部電視劇編審作品及電影編劇作品分別為無綫電視劇集《香港愛情故事》及《殺出個黃昏》。 憑《殺出個黃昏》獲得第 28 屆香港電影評論學會大獎最佳編劇、2021 年度香港電影編劇協會大獎推薦劇本獎並提名第 40 屆香港電影金像獎最佳編劇。

## 作品列表

### 電視劇（無綫電視）
- 2013年：《衝上雲霄II》編劇、《情逆三世緣》編劇
- 2014年：《飛虎II》編劇、《使徒行者》編劇
- 2015年：《拆局專家》編劇、《EU超時任務》編劇、《殭》編劇、《一屋老友記》編劇
- 2019年：《廉政行動2019》編劇
- 2020年：《香港愛情故事》編審

### 電視劇（ViuTV）
- 2025年：《三命》編審

### 電視劇（香港電台）
- 2019年：《迷什麼》單元《再見王子》編劇

### 電影
- 2021年：《殺出個黃昏》原創故事及編劇
- 2023年：《失衡凶間之罪與殺－頭髮》 編劇